# Conarete texana
Conarete texana är en tvåvingeart som först beskrevs av Ephraim Porter Felt 1913.  Conarete texana ingår i släktet Conarete och familjen gallmyggor.
Artens utbredningsområde är Minnesota. Inga underarter finns listade i Catalogue of Life.